# Mekongtchouah
Le mekongtchouah est un instrument de musique et un accessoire de danse bamiléké.

## Description et usage
| Vidéo externe | |
|               | https://www.youtube.com/watch?v=2YejsBfQkXc Utilisation de Mekongtchouah lors d'une danse Bamiléké |

C'est une tige en bois longue comme une lance. Au bout se trouvent deux lobes en métal forgé. Dans ces lobes se trouvent des billes emprisonnées qui produisent un son lorsque secoués, dans la cadence de la musique ou de du rythme de danse.

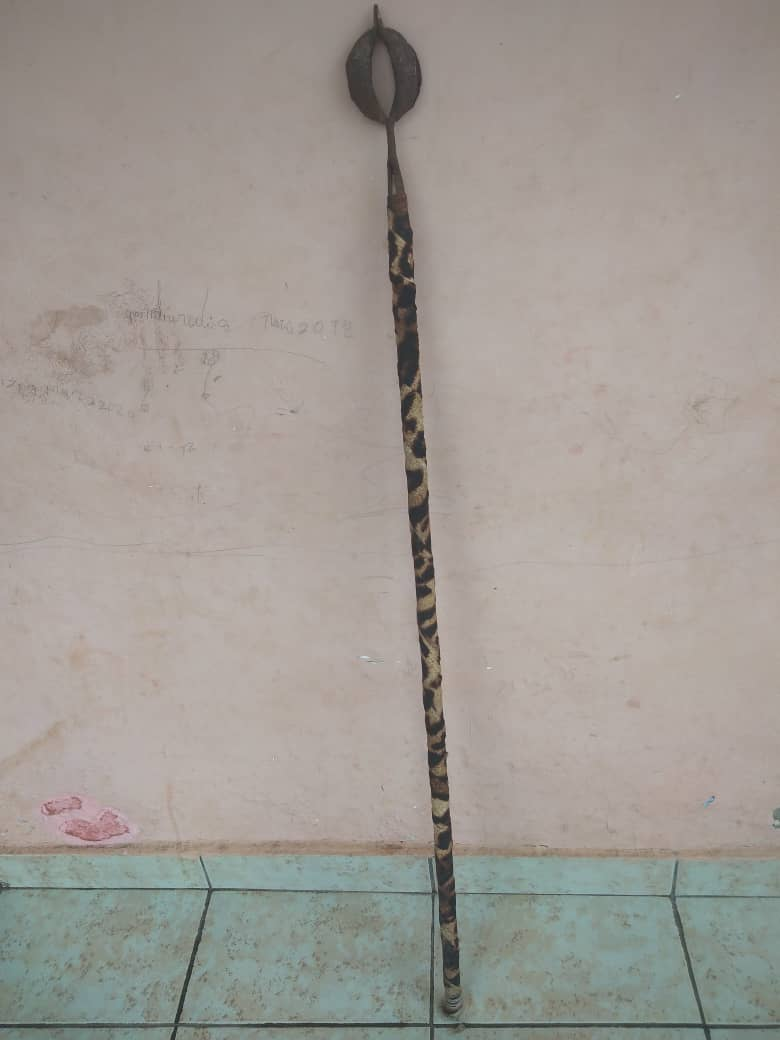
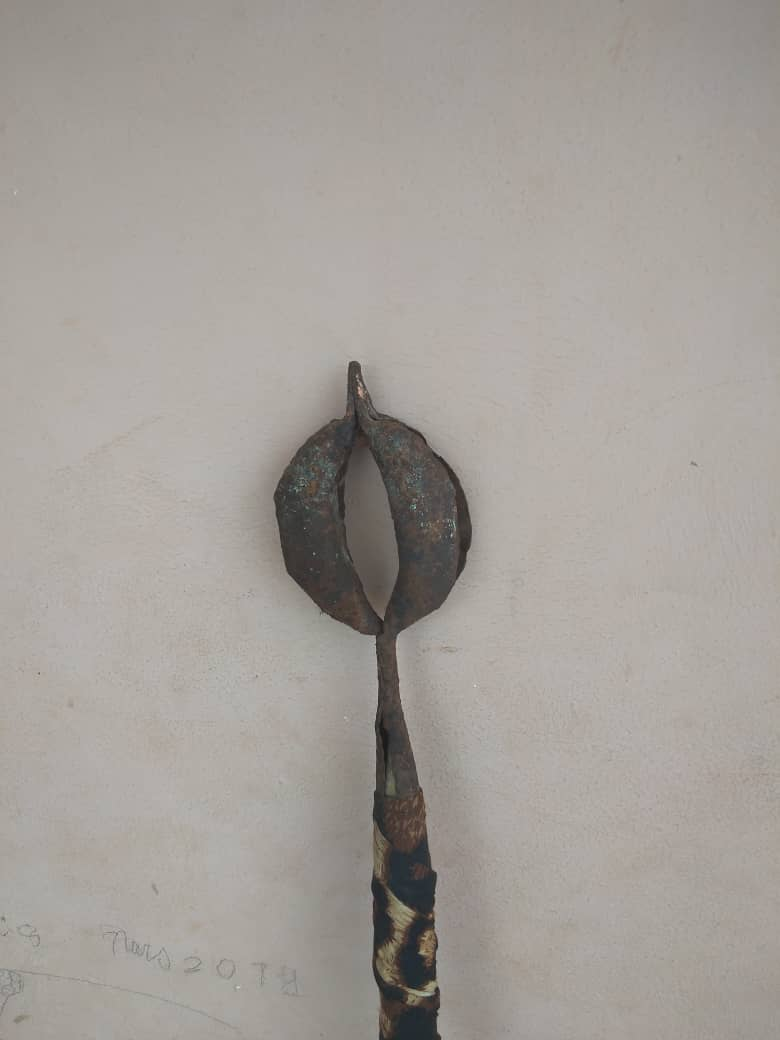